# Franke von Kerskorff
Franke von Kerskorff, Frank Kirskof (zm. 1 września 1435 pod Wiłkomierzem) – mistrz inflanckiej gałęzi zakonu krzyżackiego.

## Życiorys
Do roku 1427 był komturem Leal (Lihula), później prawdopodobnie został wybrany wójtem miasta Karkus (Karksi) i marszałkiem krajowym (1432–1434).
Aktywne uczestnictwo inflanckiej gałęzi zakonu w konflikcie polsko-litewsko-krzyżackim w latach 1431-1435 wynikało z zainteresowania rozbiciem unii polsko-litewskiej.
Zginął w bitwie nad rzeką Świętą pod Wiłkomierzem.